# الأستاذ أحمد لاهوري
أستاذ أحمد لاهوري ( ق. 1580م -1649م)  (والمعروف أيضًا باسم أحمد معمر لاهوري) هو كبير المهندسين المعماريين والمهندسين المغوليين في عهد الإمبراطور شاه جهان . وكان مسؤولاً عن بناء العديد من المعالم المعمارية المغولية، بما في ذلك تاج محل في أغرا والقلعة الحمراء في دلهي، وكلاهما من مواقع التراث العالمي .  كما قام بتصميم مسجد جامع في دلهي. 
يُعتبر أحمد لاهوري أعظم المهندسين المعماريين المغول، وينتمي إلى عائلة مرموقة من المهندسين المعماريين والمهندسين المدنيين. فقد كان ماهرًا، وبفضل قدراته المعمارية، حصل على لقب نادر العصر (عجائب العصر) من الإمبراطور شاه جهان. 
تعتبر عمارته مزيجًا من الأساليب المعمارية الهندية الإسلامية والفارسية، وبالتالي فهي مثال رئيسي للثقافة الهندية الفارسية . تحظى هندسة ضريح تاج محل بإشادة واسعة النطاق في جميع أنحاء العالم، مما يجعلها من بين عجائب الدنيا . 